# Féminisme rural au Québec
Le féminisme rural au Québec emerge dans les années 1950 au sein des agricultrices du Quebec, pour se developper dans la seconde moitié du XXeme siècle.

## Histoire

### Avant 1950
Le féminisme rurale démarre dans les années 1950 au Québec avec l'emergence d'une prise de conscience autour des droits des femmes. Le travail agricole des femmes étant alors vu comme une prolongation naturelle du rôle de la femme à la maison, leurs droits au travail n'étaient que peu reconnus avant les années 1950. L’industrialisation du XIXe siècle marque le milieu agricole. L'introduction de la machinerie requérant de la force physique et de l'habiletés techniques, l’agriculture se masculinise. Entre 1911 et 1941, les femmes représentaient seulement 1.2 % de la main d'œuvre agricole.

### Années 1950 et 1960
À partir de 1951, la proportion des femmes en agriculture double tous les 10 ans pendant deux décennies. Au fil des années, les agricultrices prennent peu à peu conscience de leur « valeur économique ». La revendication première des agricultrices était alors la rémunération de leur travail, comme aucun salaire n'était encore prévu pour le travail agricole exécuté par les femmes à cette époque. En effet, les statistiques et les études portant sur le travail agricole ne considérait pas le travail des femmes, même si, en 1982, il est reconnu que plusieurs tâches importantes, comme la laiterie, étaient, étaient exécutées principalement par celles-ci. En effet, les femmes avaient beau occuper un rôle actif de l’élevage au travail de champ, celui-ci n'était peu reconnu et donc non rémunéré. 
De 1915 à 1945, les Cercles des fermières du Québec œuvrent spécifiquement pour faire reconnaitre l’apport des femmes dans le milieu agricole. Bien que ces organisations ne puissent être définies comme explicitement féministes, elles ont comme but l'amélioration des conditions de vie des femmes travaillant à la ferme. Elles militent publiquement pour la valeur économique de la femme, son statut de salariée, son environnement de travail et bien d'autres enjeux. 
Avant 1964, année d’adoption de la loi sur la capacité juridique de la femme pilotée par Marie-Claire Kirkland, les femmes mariées étaient dans l’impossibilité de gérer leurs propres biens et donc de démarrer et gérer une exploitation agricole. La femme était vue comme « la collaboratrice » au métier d’agriculteur de son mari, ce qui était évident comme leur statut juridique limitait drastiquement leurs prises de décisions économiques, leur accès à la formation agricole et leur accès à la propriété. Or, à partir des années 1950, les femmes revendiquent le modèle « d’associée ». Par exemple, dans les années 1960, l'Association féminine d'éducation et d'action sociale (AFÉAS), une organisation fondée en 1966 principalement constituée de femmes « collaboratrices » de l'entreprise gérée par leur mari, travaille à la promotion de l'autonomisation des femmes et de leur intervention plus active dans leur milieu. 
La loi de 1964 ouvre la porte à une plus grande autonomie des femmes dans la gestion de leurs biens, et dans la prise de décisions en lien avec leur métier d’agricultrice. La rémunération cependant demeure un enjeu, car le marché veut que le salaire soit calculé en fonction de la force physique des travailleurs et donc, qu’il soit normal que le salaire des hommes exerçant les mêmes tâches soit supérieur. De plus, les conditions de travail sont souvent mauvaises et dangereuses dans le secteur agricole, autant pour les hommes que pour les femmes. En effet, à l'époque il n'existe pas de lois sur la santé et la sécurité au travail. Aussi, les administrateurs de sociétés agricoles embauchaient ouvertement les femmes en se basant sur l'idée que celles-ci acceptaient de travailler pour un moindre coût, se plaignaient moins et travaillent de plus longues heures. 

### Années 1970
À partir des années 1970, des regroupements comme l'association féminine d'éducation et d'action sociale, ainsi que le Comité provincial des femmes en agriculture et la Fédération des agricultrices du Québec, militent afin d’augmenter la reconnaissance de la contribution des femmes au domaine agricole et de favoriser l’accès à la propriété, de meilleures conditions de travail et permettre une meilleure conciliation travail-famille pour les agricultrices, dans un contexte de forte hiérarchisation sexuée et la faible représentation des agricultrices dans les organismes de gouvernance.
La fédération des agricultrices du Québec est un regroupement de syndicats exclusivement féminins agissant comme lobby dans les décisions touchant le secteur agricole et la condition féminine. Elle peut être considérée comme féministe, car ayant usé de son influence pour obtenir plusieurs avancées pour les femmes agricultrices, comme des congés parentaux pour les travailleuses autonomes, un accès facile à la propriété pour les femmes agricultrices et la mise en place de services pour la santé psychologique des travailleuses agricoles.

### Années 1980 et 1990
En 1980, le féminisme territorial apparaît. Au Québec, il se concentre sur les enjeux spécifiques aux femmes vivant en milieu rural. Il vise à sensibiliser et à défendre des politiques pour améliorer leur vie, en mettant en lumière leurs contributions à l'économie rurale et en abordant des problématiques telles que l'accès limité aux services de santé et l'isolement social. 
En 1989, les femmes travaillant aux côtés de leur mari sont reconnues par la loi comme des salariées.
Dans les années 1990, les femmes revendiquent un autre droit : celui de l'accès à la propriété. En effet, les agricultrices ont longtemps eu seulement le mariage comme porte d’entrée vers le monde agricole.  Grâce aux nombreuses luttes menées par différents groupes, dont celles pour l’équité salariale et la reconnaissance du travail des femmes sur les fermes, de plus en plus de femmes sont devenues propriétaires et ont eu la possibilité de s’engager seules en agriculture, par elles-mêmes. En effet, de 1983 à 1994, la proportion de femmes détenant des titres de propriété parmi l’ensemble des agricultrices est passée de 21 % à 46 %».

### Années 2000
Au tournant des années 2000, les luttes pour les femmes travaillant en milieu rural se concentrent sur la reconnaissance de l’importance du rôle des femmes et sur l’obtention de leurs multiples demandes. Parmi celles-ci, figure celle du droit d’obtenir des congés parentaux.
Grâce au groupe de pression de 2006 à 2008 ou le « lobby visant à ce que les Agricultrices aient le droit d’obtenir des congés parentaux (Régime québécois d'assurance parentale). », les agricultrices acquiérent le droit aux congés parentaux avec toutes les travailleuses autonomes. Finalement, en 2008, le ministère de l'Agriculture, des Pêcheries et de l'Alimentation du Québec (MAPAQ) publie l’étude «Les Agricultrices du Québec : qui sont-elles?», une importante étude faite en collaboration avec la Fédération des agricultrices du Québec, dans le but de mieux connaître les préoccupations et les besoins de celles-ci concernant la conciliation travail-famille.